# Grünsfeld

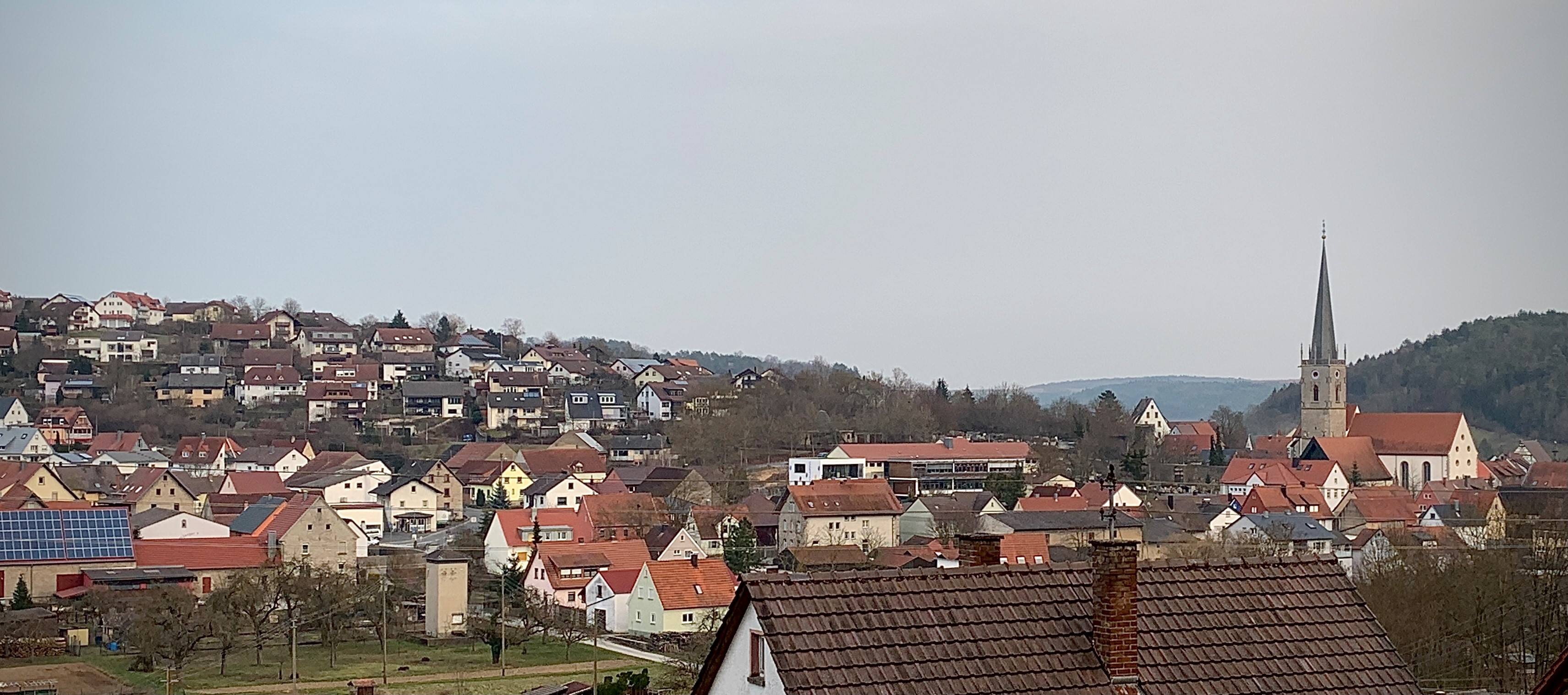
Grünsfeld mit Stadtkirche St. Peter und Paul

Grünsfeld (ⓘ) ist eine fränkische Stadt im Main-Tauber-Kreis im fränkischen Nordosten von Baden-Württemberg. Ihren Namen verdankt sie dem Grünbach, einem Nebenfluss der Tauber, der hier mit dem Wittigbach zusammenfließt.

## Geographie

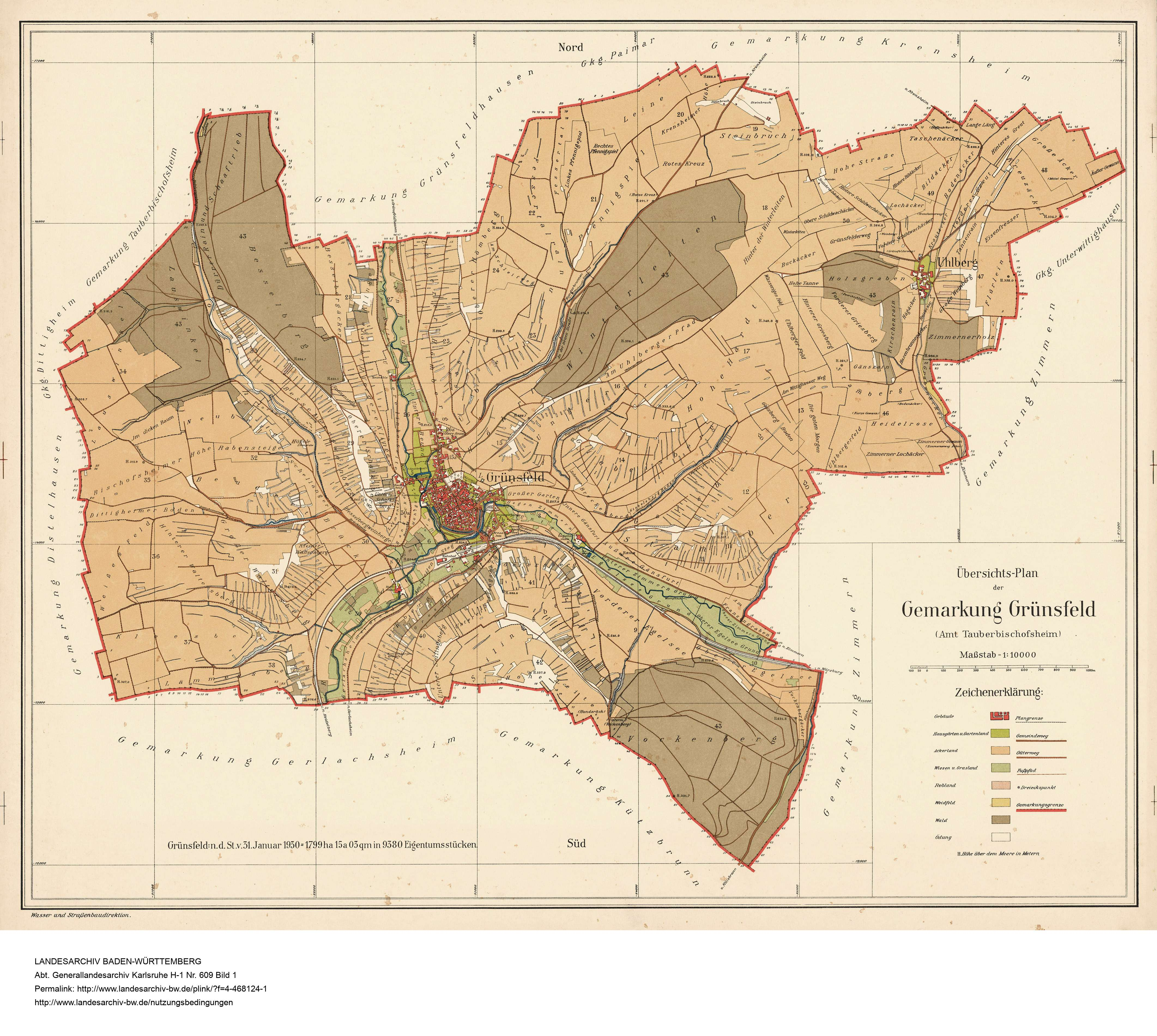
Gemarkung der Kernstadt Grünsfeld, 1930

### Stadtgliederung
Grünsfeld besteht neben der Kernstadt Grünsfeld aus den ehemals selbstständigen Gemeinden und heutigen Stadtteilen Grünsfeldhausen, Krensheim, Kützbrunn, Paimar und Zimmern:
- Zu Grünsfeld die Stadt Grünsfeld (⊙), der Weiler Hof Uhlberg (⊙) und die Wohnplätze Am Fessertal (⊙), Industriepark ob der Tauber (Waltersberg) (⊙), Riedmühle (⊙), Rötensteinstraße (⊙) und Wendels (Englerts)-mühle (früher Neumühle) (⊙).
- Zu Grünsfeldhausen das Dorf Grünsfeldhausen (⊙).
- Zu Krensheim das Dorf Krensheim (⊙).
- Zu Kützbrunn das Dorf Kützbrunn (⊙).
- Zu Paimar das Dorf Paimar (⊙).
- Zu Zimmern das Dorf Zimmern (⊙).

### Schutzgebiete
Auf der Grünsfelder Gemarkung gibt es mit den Besselbergweinbergen ein 37,3 Hektar umfassendes Naturschutzgebiet.
Das FFH-Gebiet Nordöstliches Tauberland liegt teilweise auf der Gemarkung von Grünsfeld. Daneben existieren auf dem Gebiet der Stadt 14 als Naturdenkmal geschützte Objekte.
Daneben liegen noch zwei Wasserschutzgebiete im Gebiet der Stadt Grünsfeld.

### Flächenaufteilung
Nach Daten des Statistischen Landesamtes, Stand 2014.

## Geschichte

### Stadt Grünsfeld

#### Mittelalter
Grünsfeld wurde 750 erstmals urkundlich erwähnt. Zunächst gehörte es zur Herrschaft Zimmern und dann den Herren von Lauda. 1213 fiel der Ort an die Grafen von Rieneck. Um 1320 wurden der Gemeinde die Stadtrechte verliehen.

#### Neuzeit
Von Ende des 15. bis Mitte des 17. Jahrhunderts gehörte die Stadt zur Landgrafschaft Leuchtenberg, dann kam sie zum Hochstift Würzburg, das in der Stadt das Oberamt Grünsfeld einrichtete. 1803 kam Grünsfeld im Rahmen der Säkularisation zum neugebildeten Fürstentum Leiningen, wo es Sitz eines Amtsbezirkes wurde. Mit Auflösung des Fürstentums 1806 wurde Grünsfeld badisch. 1911 hat die Bevölkerung unter einer schweren Hochwasserkatastrophe gelitten.

### Stadtteile
Die fünf Stadtteile wurden während der Gebietsreform in Baden-Württemberg in den 1970er Jahren zu Grünsfeld eingemeindet:
- 1. Februar 1972: Eingemeindung von Grünsfeldhausen[7]
- 1. Januar 1973: Eingemeindung von Paimar und Zimmern[8]
- 1. Januar 1974: Eingemeindung von Krensheim[9]
- 1. Januar 1975: Eingemeindung von Kützbrunn[10]

#### Grünsfeldhausen
Grünsfeldhausen wurde erstmals 1322 als Husen urkundlich erwähnt. Auf die heutige Bezeichnung deutet bereits eine Namensänderung in Grunsvelthusen im Jahre 1378 hin. Der Ort liegt beidseitig des Grünbachs nördlich von Grünsfeld und teilte im Wesentlichen die Geschichte der Kernstadt, da in etwa die gleichen Herrschafts- und Besitzverhältnisse vorliegen. Mit der Achatiuskapelle besteht in Grünsfeldhausen ein weithin bekanntes Wahrzeichen aus dem 12. Jahrhundert.

#### Krensheim
Krensheim wurde 1157 erstmals urkundlich erwähnt. Dies geschah in einer Urkunde des Klosters Bronnbach. Zunächst gehörte der Ort einem ansässigen Ortsadel, ging dann aber an die Herren von Zimmern über. Der Ort liegt als Haufendorf mit dichter Bebauung und großen Höfen auf der Gäuhochfläche östlich des Grünbachtals. Krensheim wurde weit über die Grenzen der Region hinaus bekannt für seinen Muschelkalkstein, der lange Zeit beim Bau des Kölner Domes verwendet wurde.

#### Kützbrunn
Noch früher, nämlich 1119, wurde Kützbrunn urkundlich erwähnt, als es durch eine Schenkung an das Bistum Würzburg kam. Nachdem die Grafen von Rieneck Mitte des 13. Jahrhunderts den Ort zwischenzeitlich als Lehen erhielten, wurde er noch im selben Jahrhundert an das Kloster Gerlachsheim vergeben, in dessen Besitz er bis zur Säkularisation verblieb. Der Ort liegt als dicht bebautes Straßendorf in einer Quellmulde auf der Anhöhe südlich des Wittigbachtals.

#### Paimar
Relativ jung ist Paimar, das erst 1407 erstmals urkundlich erwähnt worden ist. Damals hieß es Bunber, später Beumar und Beymar. Über die Entstehung des Dorfes ist nur wenig bekannt. Es gehörte stets zum Amtsbezirk Grünsfeld und teilte dessen Schicksal. Der Ort liegt im oberen Grünbachtal. 1911 erlebte der Ort ein schweres Hochwasser, das einen großen Schaden anrichtete und elf Menschenleben forderte.

#### Zimmern
Aus Zimmern stammen die Freiherren von Zimmern, die erstmals 1155 urkundlich erwähnt wurden und nicht nur über ihren Stammsitz, sondern auch über andere Orte der Region herrschten. Nachdem sich die Herrschaft Ende des 12. Jahrhunderts mit der Herrschaft Lauda vereinigte, fiel sie 1213 an die Grafen von Rieneck. Über die Grafen von Leuchtenberg kam das Gebiet an das Hochstift Würzburg (Näheres siehe oben).

### Einwohnerentwicklung
Die Bevölkerung der Stadt Grünsfeld (1961 und 1970 ohne die Stadtteile) entwickelte sich wie folgt:
| Jahr | Bevölkerung |
| ---- | ----------- |
| 1961 | 1920        |
| 1970 | 1964        |
| 1991 | 3492        |
| 1995 | 3785        |
| 2005 | 3847        |
| 2010 | 3703        |
| 2015 | 3603        |
| 2020 | 3629        |

Quellen: Gemeindeverzeichnis und Angaben des Statistischen Landesamtes

## Religion

### Katholisches Christentum
Zur römisch-katholischen Seelsorgeeinheit Grünsfeld-Wittighausen, die dem Dekanat Tauberbischofsheim des Erzbistums Freiburg zugeordnet ist, gehören die Pfarreien St. Peter und Paul (Grünsfeld) mit den Filialen St. Achatius (Grünsfeldhausen) und St. Laurentius (Paimar), St. Ägidius (Krensheim), St. Margaretha (Zimmern), St. Martin (Poppenhausen), Allerheiligenkirche (Unterwittighausen) mit der Filiale St. Ägidius (Oberwittighausen), Hl. Dreifaltigkeit (Kützbrunn) und St. Regiswindis (Vilchband).

### Judentum
Eine jüdische Gemeinde in Grünsfeld entstand bereits im Mittelalter und existierte mit Unterbrechungen bis zur Zeit des Nationalsozialismus. Von den jüdischen Personen, die in Grünsfeld geboren wurden oder längere Zeit im Ort wohnten, kamen in der Zeit des Nationalsozialismus 18 Personen nachweislich ums Leben.

## Politik

### Gemeinderat
In Grünsfeld wird der Gemeinderat nach dem Verfahren der unechten Teilortswahl gewählt. Diese garantiert den Ortsteilen eine festgelegte Anzahl von Sitzen. Aus dem Hauptort Grünsfeld (mit Weiler Hof Uhlberg) kommen mindestens acht, aus Zimmern mindestens zwei Räte, aus Grünsfeldhausen, Krensheim, Kützbrunn und Paimar kommt jeweils mindestens ein Gemeinderat. Der Gemeinderat hat normalerweise 14 Mitglieder. Dabei kann sich die Zahl der Gemeinderäte durch Überhangmandate (Ausgleichssitze) verändern. 2024 besteht er aus 15 gewählten ehrenamtlichen Gemeinderäten und dem Bürgermeister als Vorsitzendem. Der Bürgermeister ist im Gemeinderat stimmberechtigt.
Die Kommunalwahl am 9. Juni 2024 führte zu folgendem Ergebnis.
| Parteien und Wählergemeinschaften | Parteien und Wählergemeinschaften           | '% 2024 | Sitze 2024 |        | % 2019 | Sitze 2019 |
| CDU/FWV                           | Christlich Demokratische Union/Freie Wähler | 46,13   | 7          | 32,8   | 5      |            |
| FBL                               | Freie Bürgerliste Grünsfeld                 | 35,59   | 5          | 33,0   | 5      |            |
| GL                                | Grünsfelder Liste                           | 18,28   | 3          | 34,2   | 5      |            |
| Gesamt                            | Gesamt                                      | 100     | 15         | 100    | 15     |            |
| Wahlbeteiligung                   | Wahlbeteiligung                             | 70,36 % | 70,36 %    | 71,4 % | 71,4 % |            |

### Bürgermeister
Seit 2013 ist Joachim Markert (CDU) Bürgermeister.
Siehe auch: Liste der Bürgermeister der Stadt Grünsfeld

### Wappen
Die Blasonierung des Wappens lautet: „In Gold eine silberne Lilie, an deren Bund angelehnt vorne ein goldener Dreieckschild mit fünf roten Balken, hinten ein silberner Halbrundschild mit einem blauen Pfahl.“

### Städtepartnerschaften
Seit 1973 verbindet Grünsfeld eine Städtepartnerschaft mit Pfreimd, das früher ebenfalls zur Landgrafschaft Leuchtenberg gehörte. Nach der politischen Wende in der DDR kam eine Partnerschaft zu Großpostwitz in der Oberlausitz hinzu.

### Verwaltungsgemeinschaft
Die Stadt Grünsfeld bildet mit der Gemeinde Wittighausen zur gemeinsamen Erledigung ihrer Verwaltungsgeschäfte die vereinbarte Verwaltungsgemeinschaft Grünsfeld.

## Wirtschaft und Infrastruktur

### Wasserversorgung
Das in Dittigheim von 2015 bis 2017 errichtete Wasserwerk Taubertal versorgt rund 40.000 Menschen aus drei Städten und drei Gemeinden, sowie Industrie und Gewerbe im mittleren Taubertal mit Trinkwasser. Betreiber ist der Zweckverband Wasserversorgung Mittlere Tauber, dem neben den Städten Grünsfeld, Lauda-Königshofen und Tauberbischofsheim auch die Gemeinden Großrinderfeld, Werbach und Wittighausen angehören.

### Verkehr
Grünsfeld und Zimmern verfügen über je einen Haltepunkt an der Frankenbahn (Stuttgart–Würzburg). Zwischen Lauda und Würzburg besteht ein ungefährer 2-Stunden-Takt mit Regionalbahnen der Westfrankenbahn.
Über die Bundesstraße 290 (Tauberbischofsheim–Aalen) ist Grünsfeld an die Autobahn 81 angebunden.
Durch eine Alltagsroute aus dem Radnetz Baden-Württemberg ist Grünsfeld mit Lauda-Königshofen und in der anderen Richtung über den Ortsteil Zimmern und über Wittighausen Richtung Würzburg verbunden.

### Bildung
Mit der Dorothea-von-Rieneck-Schule verfügt die Stadt über eine Grund- und Werkrealschule, die regionaler LRS- und Dyskalkuliestandort ist.

## Kultur und Sehenswürdigkeiten

### Bauwerke

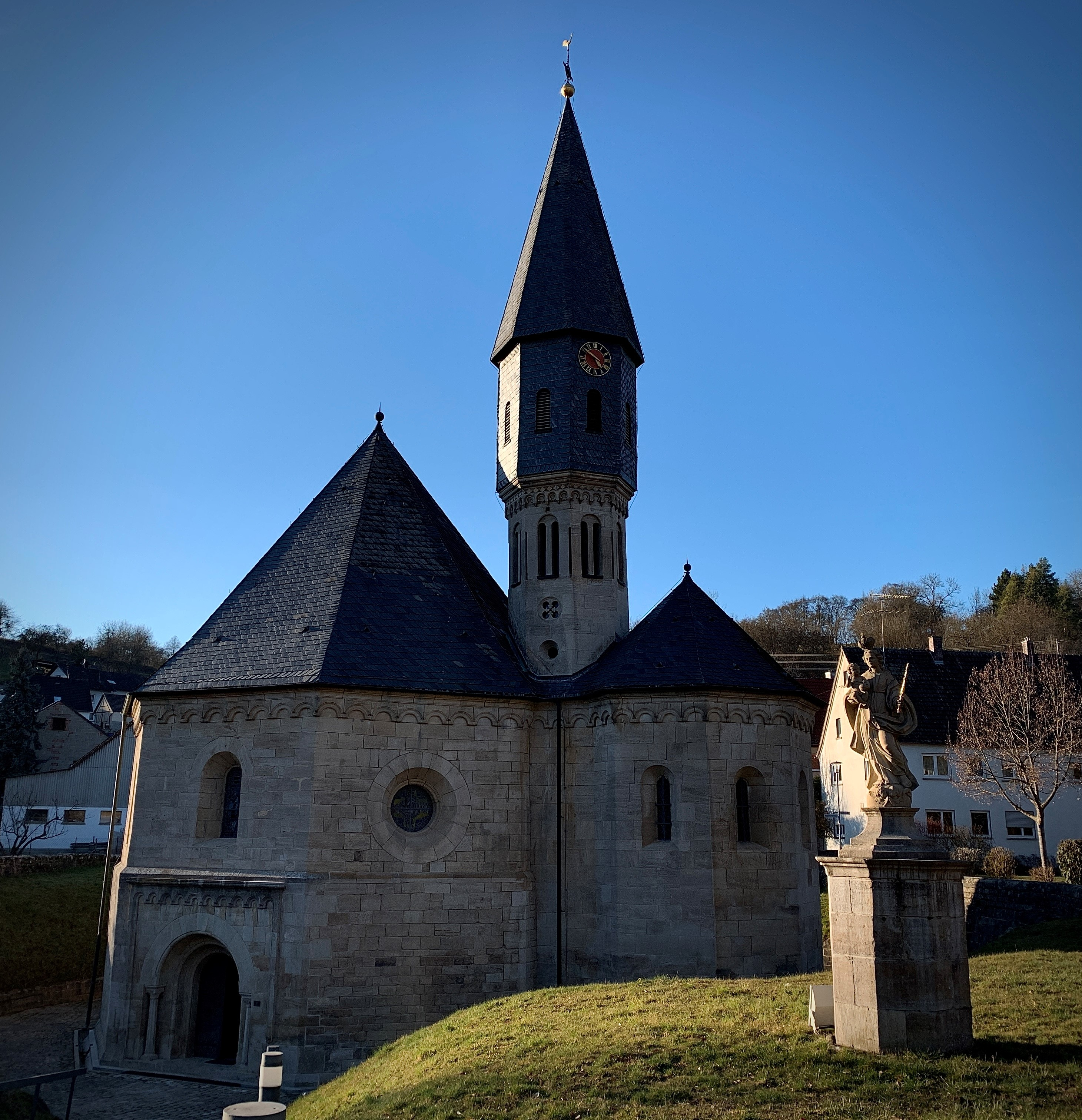
Die St.-Achatius-Kapelle in Grünsfeldhausen

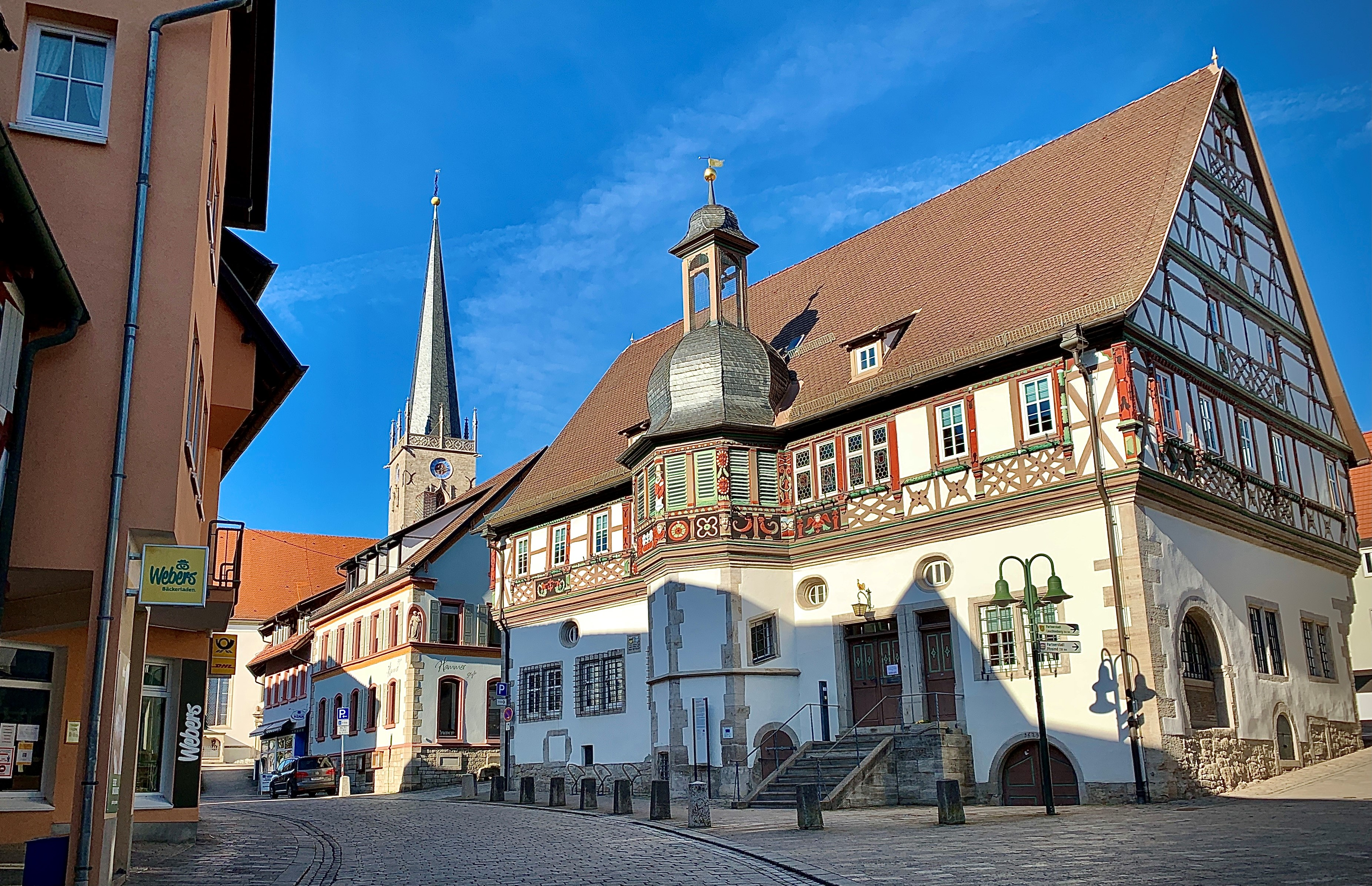
Rathaus mit Stadtkirche in Grünsfeld

Das Rathaus in der Altstadt ist ein fränkischer Profanbau aus dem Jahre 1579.
- Von allen Seiten sichtbar ist die Stadtkirche St. Peter und Paul aus dem 14./15. Jahrhundert mit 75 m hohem Turm.
- Der Grünsfelder Kreuzweg am Stationenweg
- Amtshaus, heute Heimatmuseum
- Im Stadtteil Grünsfeldhausen steht eine der wenigen noch erhaltenen romanischen Oktogonkirchen in Süddeutschland, die um 1220 erbaute Kapelle St. Achatius. Seit der Erbauung hat sich die Talsohle um ca. 3 m in mehreren Stufen erhöht. Von 1903 bis 1905 wurde der ursprüngliche Eingang wieder freigelegt.Haus Derr in der Abt-Wundert-Straße 4 (Grünsfeld)

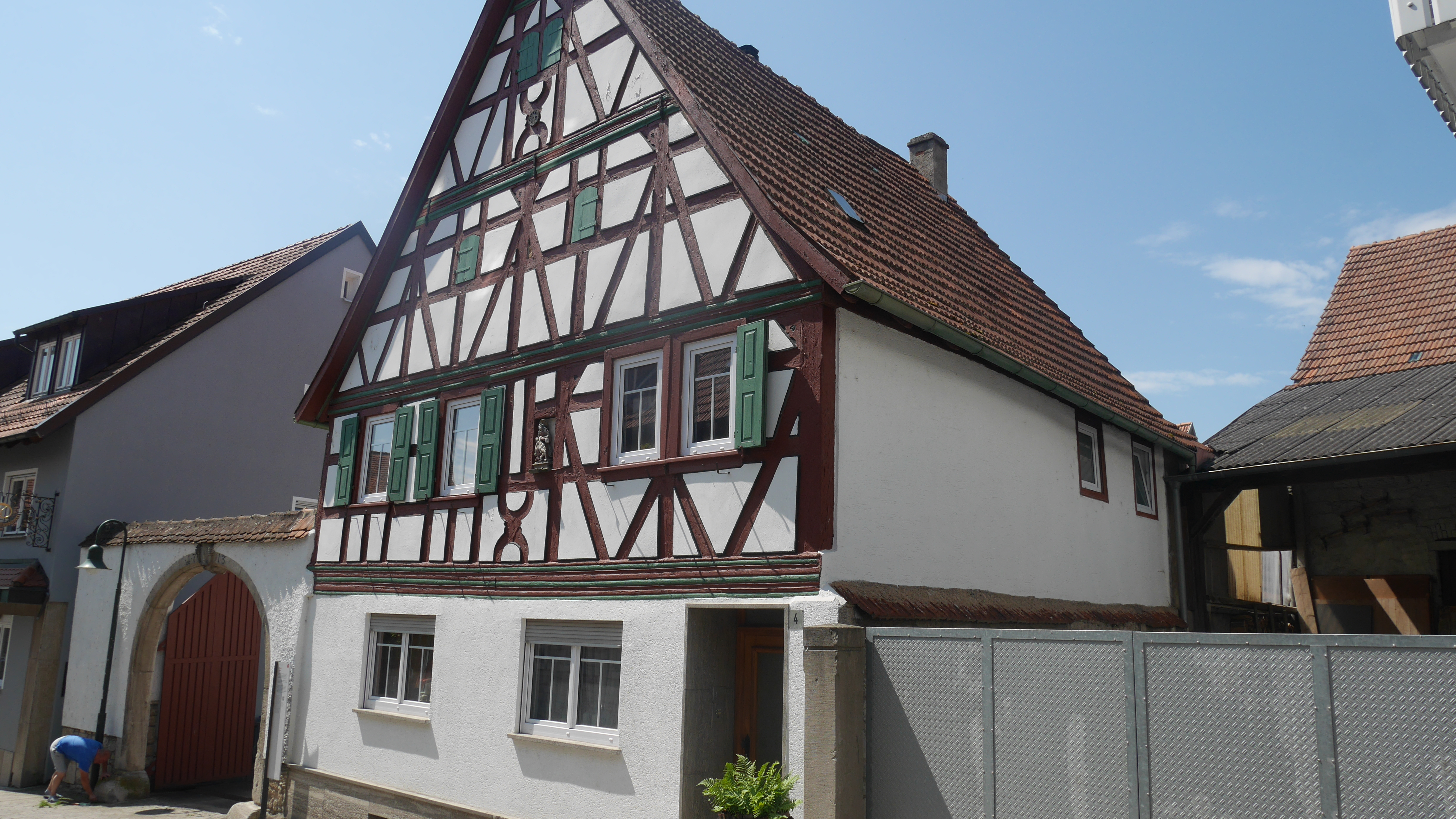
Haus Derr in der Abt-Wundert-Straße 4 (Grünsfeld)

- Das Wohnhaus in der Abt-Wundert-Straße 4 ist ein beeindruckendes Beispiel eines fränkischen Fachwerkbaus. Die Hofanlage wurde im Jahr 1692 erbaut. Mit ihrem historischen Brunnen im Garten zeigt sie den ursprünglichen, typisch fränkischen Dreiseithof mit abschließender Toranlage und Rundbogen (Jahreszahl 1713).
- Sendeturm Sender Wittigbachtal
- Im Stadtteil Kützbrunn steht die Dreifaltigkeitskirche, ein barocker Saalbau von 1717 mit polygonalem Abschluss von 1735.
- Südlich des Ortsteils Krensheim befindet sich ein Hochspannungsmast, unter dessen Beinen ein Feldweg hindurchführt.

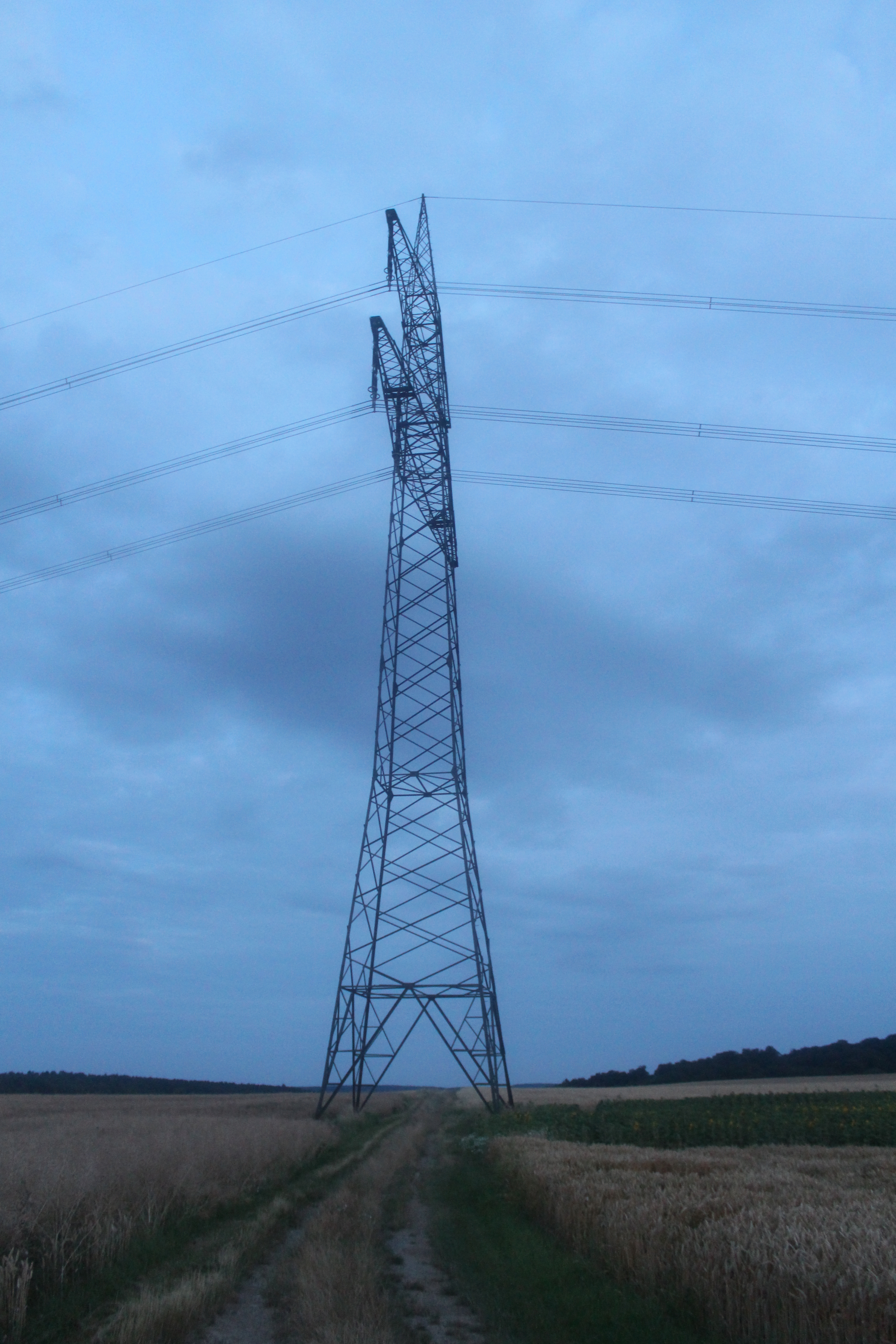
Hochspannungsmast südlich von Krensheim unter dessen Beinen ein Feldweg verläuft

Siehe auch: Liste der Kulturdenkmale in Grünsfeld

### Rad- und Wanderwege
Der etwa 180 km lange Jakobsweg Main-Taubertal führt durch Grünsfeld und Grünsfeldhausen. Der Grünbachtalradweg führt von Grünsfeld in Richtung Grünsfeldhausen und in Richtung Gerlachsheim, wo ein Anschluss an den Taubertalradweg besteht. Der Wittigbachtalradweg führt von Grünsfeld über Zimmern bis nach Unterwittighausen.

### Naherholung
Eine Kneipp-Anlage wurde 2016 am Grünsfelder Stadtbrunnen errichtet.

## Vereine
- FC Grünsfeld (Fußball, Turnen), Gründung: 1919[24]
- Alpha Fighters (Kampfsport)[25]
- TC Grünsfeld (Tennis)[26]
- Musikkapelle Grünsfeld (Blasmusik), Gründung: 1924[27]